# Kopernica
Kopernica je obec na Slovensku v okrese Žiar nad Hronom v Banskobystrickém kraji v Kremnických vrších 6 km od Kremnice.
Je to původně hornická obec založená německými kolonisty. První písemná zmínka pochází z roku 1444. V obci je gotický římskokatolický kostel svatého Martina a klášter sester klarisek.

## Osobnosti
- Jozef Pribilinec, úspěšný slovenský sportovní chodec a olympijský vítěz, se narodil v Kopernici v roce 1960.